# 김수진 (1974년)
김수진(1974년 9월 29일~)은 대한민국의 배우이다.

## 학력
- 강릉여자고등학교
- 한양대학교 연극영화과 학사

## 출연 작품

### 드라마
- 《찌질의 역사》 (wavve, 왓챠, 2025년) - 권기혁의 엄마 역
- 《언더커버 하이스쿨》 (MBC, 2025년) - 장만옥 역
- 《Mr. 플랑크톤》 (Netflix, 2024년) - 종가집 사람 역
- 《감사합니다》 (tvN, 2024년) - 민은숙 역
- 《수사반장 1958》 (MBC, 2024년) - 오드리(고금자) 역
- 《웨딩 임파서블》 (tvN, 2024년) - 서동옥 역
- 《나의 해피엔드》 (TV조선, 2023년~2024년) - 오수진 역
- 《구미호뎐 1938》 (tvN, 2023년) - 복혜자 역
- 《대행사》 (JTBC, 2023년) - 최정민 역
- 《두뇌공조》(KBS2, 2023년) - 신지형 역
- 《형사록》 (Disney+, 2022년) - 신정애 역
- 《오늘의 웹툰》 (SBS, 2022년) - 강경자 역
- 《멧돼지 사냥》 (MBC, 2022년) - 채정 역
- 《안나》 (쿠팡플레이, 2022년) - 김 실장 역
- 《학교 2021》 (KBS2, 2021년) - 조용미 역
- 《홈타운》 (tvN, 2020년) - 정민실 역
- 《언더커버》 (JTBC, 2021년) - 민상아 역
- 《나빌레라》 (tvN, 2021년) - 성숙 역
- 《바람피면 죽는다》 (KBS2, 2020년) - 양진선 역
- 《구미호뎐》 (tvN, 2020년) - 복혜자 역
- 《(아는 건 별로 없지만) 가족입니다》 (tvN, 2020년) - 수려원 원장 역
- 《야식남녀》 (JTBC, 2020년) - 차주희 역
- 《반의 반》 (tvN, 2020년) - 송진선 역
- 《슬기로운 의사생활》 (tvN, 2020년) - 송수빈 역
- 《스토브리그》 (SBS, 2019년) - 임미선 역
- 《왓쳐》 (OCN, 2019년) - 염동숙 역
- 《구해줘 2》 (OCN, 2019년) - 칠성의 아내 역
- 《나 홀로 그대》 (넷플릭스, 2019년)
- 《진심이 닿다》 (tvN, 2019년)
- 《왕이 된 남자》 (tvN, 2019년) - 박 상궁 역
- 《KBS 드라마 스페셜 - 참치와 돌고래》 (KBS2, 2018년) - 윤 회장 역
- 《아는 와이프》 (tvN, 2018년) - 장만옥 역
- 《미스티》 (JTBC, 2018년) -  윤송이 역
- 《슬기로운 감빵생활》 (tvN, 2017년) - 박준영 어머니 역
- 《학교 2017》 (KBS2, 2017년)
- 《수상한 파트너》(SBS, 2017년)
- 《맨몸의 소방관》(KBS2, 2017년)
- 《낭만닥터 김사부》(SBS, 2016년)
- 《푸른 바다의 전설》(SBS, 2016년)
- 《질투의 화신》(SBS, 2016년)
- 《굿 와이프》(tvN, 2016년)
- 《닥터스》(SBS, 2016년)
- 《시그널》(tvN, 2016년) - 김윤정의 어머니 역
- 《부탁해요, 엄마》 (KBS2, 2015년)
- 《오 나의 귀신님》 (tvN, 2015년) - 펜션주인 역

### 영화
- 《범죄도시4》 (2024년) - 김진숙 (식당 이모) 역 (특별출연, 천만영화)
- 《오픈 더 도어》 (2023년) - 윤주 역
- 《리바운드》 (2023년) - 규혁 모 역
- 《옥수역 귀신》 (2023년) - 모 대표 역
- 《클로젯》 (2020년) - 명진의 어머니 역
- 《해치지않아》 (2020년) - 서 변호사 역
- 《생일》 (2019년) - 우찬의 어머니 역
- 《성난황소》 (2018년) - 변호사 역
- 《1987》 (2017년) - 연희의 어머니 역
- 《침묵》 (2017년) - 재판장 역
- 《싱글라이더》 (2017년) - 미망인 역
- 《여교사》 (2017년) - 교사1 역
- 《아수라》 (2017년) - 시의원 역
- 《나홀로 휴가》 (2016년) - 강재의 아내 역
- 《터널》 (2016년) - 공청회 참석 역
- 《대배우》 (2016년) - 혜원 역
- 《검은 사제들》 (2015년) - 김 신부 여동생 역
- 《타워》 (2012년) - 영기의 아내 역
- 《화차》 (2012년) - 종근의 아내 역
- 《착한 아이》 (2006년)
- 《미소》 (2004년) - 민수의 아내 역
- 《정글쥬스》 (2002년) - 기자 역
- 《와니와 준하》 (2001년) - 영숙 역

### 연극
- 《겨울이야기》 (2016년)
- 《삼국유사 프로젝트 - 꿈》 (2014년)
- 《마호로바》 (2011년)
- 《오이디푸스》 (2011년)
- 《엘리모시너리》 (2009년, 2010년)
- 《갈매기》
- 《의형제》
- 《아가멤논》

## 수상 및 후보
| 연도 | 시상식       | 부문          | 작품       | 결과 |
| ---- | ------------ | ------------- | ---------- | ---- |
| 2020 | SBS 연기대상 | 팀부문 조연상 | 스토브리그 | 수상 |